# Батлуцкая, Ирина Витальевна
Ирина Витальевна Батлуцкая (род. 25 мая 1955, Хабаровск) — русская учёная-эколог, кандидат биологических наук, член двух диссертационных советов НИУ «БелГУ».

## Биография
В 1973 году поступила в Белгородский педагогический институт им. М. С. Ольминского на биолого-химический факультет, в 1978 г. окончила его.
В 1978—1983 гг. работала учителем биологии и химии Новосадовской средней школы Белгородского района.
C 1984 работает ассистентом на кафедре ботаники и методики преподавания биологии Белгородского государственного педагогического института (НИУ «БелГУ»).
В 1995 году поступила в аспирантуру при кафедре экологии и морфологии животных при Саратовском государственном университете, где училась под руководством Г. В. Шляхтина (зав. кафедрой морфологии и экологии животных). 1999 г. — защита кандидатской диссертации по теме «Закономерности изменчивости меланизированного рисунка покрова клопа-солдатика».
В 2002 году поступила в докторантуру при кафедре морфологии и экологии животных Саратовского государственного университета.
В 2004 году защитила докторскую диссертацию по теме «Экологический и морфологический анализ изменчивости меланизированного рисунка покрова насекомых».

## Научная деятельность
Научное направление связано с биоиндикацией наземных экосистем.
Ирина Витальевна в 2005 году организовала работу научно-исследовательской лаборатории «Комплексное биотестирование различных экосистем». Сотрудники лаборатории — преподаватели кафедры, аспиранты, студенты выполняют заказы от предприятий Белгородской области по экологическому мониторингу окружающей среды с использованием широко распространенных организмов.
Под руководством И. В. Батлуцкой защищены три кандидатские диссертации на соискание ученой степени кандидата биологических наук по специальности 03.02.08 — экология (биологические науки). В настоящее время под её руководством завершаются три диссертационных исследования на соискание учёной степени кандидата биологических наук.
Ирина Витальевна Батлуцкая — член двух диссертационных советов НИУ «БелГУ», активно привлекается к рецензированию и оппонированию кандидатских и докторских диссертаций по специальности экология. Ирина Витальевна уделяет большое внимание развитию образования в области биотехнологии в Белгородской области.
В 2016 году И. В. Батлуцкая была награждена Почётной грамотой Президента Российской Федерации и нагрудным знаком за заслуги в научно-педагогической деятельности, подготовке квалифицированных специалистов и многолетнюю добросовестную работу.
В 2017 году И. В. Батлуцкая возглавила Международную научно-исследовательскую лабораторию прикладной биотехнологии НИУ «БелГУ». Одним из направлений деятельности которой является технология биогазовых производств, обеспечивающих утилизацию отходов сельхозпроизводств с получением органических удобрений, биометана и биоводорода.
И. В. Батлуцкая — автор около 60 публикаций, среди которых статьи в ведущих отечественных научных журналах, монографии, 2 учебных пособия.

## Семья
Отец — Иванов Виталий Константинович (1936—1978), родился в Ленинграде, блокадник. Виталий Константинович по профессии инженер, строил цементный завод в Белгороде и Старом Осколе, также помогал строить заводы в Польше и Германии.
Мать — Иванова Прасковья Андреевна (1936—1981), создавала областную библиотеку в Белгороде, а отец конструировал стеллажи, на которые вся семья позже перевозила книги.
Муж — Андреев Валерьян Николаевич (1949 г.р.),  капитан второго ранга, подводник. В своё время был главным механиком всего Северного подводного флота.
Дочь — Анастасия (1981 г.р.), имеет собственный бизнес в сфере образования.
Трое внуков: старшая — Ирина, внук - Андрей и младшая внучка - Мария.

## Избранные публикации
1.	Батлуцкая И. В. Вклад генов-кандидатов в предрасположенность к развитию сочетания эндометриоза с миомой матки / Батлуцкая И. В., Пономаренко И. В., Крикун Е. Н., Чурносов М. И. // Валеология. — 2017. — № 3. — С. 43-47.
2.	Батлуцкая И. В. Роль генов хемокинов в развитии артериальной гипертонии у больных хроническим гломерулонефритом / Батлуцкая И. В., Новакова О. Н., Юшина И. А., Некипелова Е. В., Чурносов М. И., Жернакова Н. И. // Медицинский вестник Юга России. — 2017. — Т. 8, № 3. — С. 71-77.
3.	Батлуцкая И. В. Утилизация отходов сельского хозяйства путем дрожже-бактериальной конверсии целлюлозосодержащих субстратов в белковые кормовые продукты / Батлуцкая И. В., Кистаубаева А. С., Савицкая И. С., Шокотаева Д. Х., Мауленбай А. // Вестник современных исследований. — 2017. — № 9-1 (12). — С. 24-34.
4.	Batlutskaya I.V. Genetic determinants of complicated pregnancy / Batlutskaya I.V., Reshetnikov E.A., Rudyh N.A., Krikun E.N., Orlova V.S., Sorokina I.N // Asian Journal of Pharmaceutics. — 2018. — Vol. 12, № 4, suppl. — P. S1320-S1323.
5.	Batlutskaya I.V. Genetic and demographic characteristics of population of Central Russia / Batlutskaya I.V., Sorokina I.N., Sergeeva K.N., Krikun E.N., Rudyh N.A. // Journal of International Pharmaceutical Research. — 2018. — Vol. 45. — P. 284—287.
6.	Batlutskaya I.V. Population-genetic structure of the residents of Central Russia / Batlutskaya I.V., Krikun E.N., Sergeeva K.N., Sorokina I.N., Polyakova I.N., Elikova A.V. // Journal of International Pharmaceutical Research. — 2018. — Vol. 45. — P. 288—291.
7.	Батлуцкая И. В. Влияние нефтехимических реагентов на жизнедеятельность анаэробных сульфатредуцирующих бактерий / Батлуцкая И. В., Малютин С. А., Карпун Е. В., Берестовая Ю. А., Новосельцева Н. Н. // Нефтяное хозяйство. — 2019. — № 1. — С. 80-82.
8.	Батлуцкая И. В., Ляховченко Н. С., Селиверстов Е. С., Сенченков В. Ю., Мягков Д. А., Перспектива использования бактерий Shewanellaoneidensis в процессах биоремедиации сред, загрязненных соединениями свинца Innovations in Life sciences: сборник материалов Международного симпозиума. Белгород, 10-11 октября 2019 г. / под общ. ред. И. В. Спичак. — Белгород: ИД «Белгород» НИУ «БелГУ», 2019. − 264 с.;
9.	Batlutskaya I., Reshetnikov E., Ponomarenko I., Golovchenko O., Sorokina I., Yakunchenko T., Churnosov M., Dvornyk V., Polonikov A. / THE VNTR POLYMORPHISM OF THE ENDOTHELIAL NITRIC OXIDE SYNTHASE GENE AND BLOOD PRESSURE IN WOMEN AT THE END OF PREGNANCY // Taiwanese Journal of Obstetrics and Gynecology. 2019. Т. 58. № 3. С. 390—395
10.	Batlutskaya I.V. Morphometrical signs of vicia faba l. for breading / Batlutskaya I.V., Kurkina Y.N., Kieu N.T.Z., Boyarshin K.S., Tohtar L.A. // Eurasian Journal of Biosciences. — 2020. -
Vol. 14, № 1. — P. 1409—1413.
11.	Сенченков В. Ю., Ляховченко Н. С., Мягков Д.А,, Сиротин А. А., Батлуцкая И. В., Староверов В. М., Соляникова И. П. Сборник тезисов 24 международной Пущинской школы-конференции молодых ученых «Биология — наука XXI века», Пущино, 2020, 446 стр. ISBN 978-5-91874-901-2. Стр. 234.
12. Смальченко Д. Е., Титов Е. Н., Тарасенко Е. А., Михайлюкова М. О., Бояршин К. С., Лебедева О. Е., Батлуцкая И. В. Растительное сырье как источник ацетата в процессах метаногенеза // Кадры для АПК: сборн.матер.междун.науч.-практ.конф. по вопросам подготовки кадров для научн. Обеспечения развития АПК, включая ветеринарию, г. Белгород, 12-13 ноября 2020 г. / Отв.ред. И. В. Спичак.- Белгород: ИД «БелГУ» НИУ «БелГУ», 2020.-346 с. С. 247
13.	Сенченков В. Ю., Ляховченко Н. С., Мягков Д. А., Батлуцкая И. В., Сиротин А. А., Соляникова И. П. Оценка скорости роста Rhodotorula sp. в зависимости от ростового субстрата // Innovations in Life sciences: сборник материалов II Международного симпозиума. Белгород, 19-20 мая 2020 г. / под общ. Ред. И. В. Спичак. — Белгород: ИД «Белгород» НИУ «БелГУ», 2020. — 354 с. ISBN 978-5-9571-2919-6. Стр. 259.
14.	Ляховченко Н. С., Сенченков В. Ю., Мягков Д. А., Батлуцкая И. В., Сиротин А. А., Соляникова И. П. Микроорганизмы филлосферы зерна — оценка биотехнологического потенциала // Innovations in Life sciences: сборник материалов II Международного симпозиума. Белгород, 19-20 мая 2020 г. / под общ. Ред. И. В. Спичак. — Белгород: ИД «Белгород» НИУ «БелГУ», 2020. — 354 с. ISBN 978-5-9571-2919-6. Стр. 175—176.
15.	Сапегина Д. Е., Бояршин К. С., Батлуцкая И. В. Выделение и идентификация кератинолитичекого бактериального штамма из почвенных проб // Биология — наука XXI века: 24-я Международная Пущинская школа- конференция молодых ученых. 2020, Пущино. Сборник тезисов, 2020. — 385 с. ISBN 978-5-91874-901-2
16.	Беспалова О. С., Бояршин К. С., Клюева В. В., Батлуцкая И.В Исследование процесса выработки биогаза при сбраживании субстратов с использованием шестиреакторной установки // Биология — наука XXI века: 24-я Международная Пущинская школа- конференция молодых ученых. 2020, Пущино. Сборник тезисов, 2020. — 385 с. ISBN 978-5-91874-901-2
17.	Нечаева А. И., Бояршин К. С., Клюева В. В., Батлуцкая И. В. Анализ состава почвенных микробных сообществ методом группоспецифической ПЦР РВ // Биология — наука XXI века: 24-я Международная Пущинская школа- конференция молодых ученых. 2020, Пущино. Сборник тезисов, 2020. — 385 с. ISBN 978-5-91874-901-2
18.	И. В. Батлуцкая, А. А. Сиротин, Е. Н. Линник, Т. Ч. М. Нгуен. Исследование антибактериальной активности наноструктурированного экстракта подорожника в гуаровой камеди на примере Escherichia coli // Вестник науки и образования. — 2020. — № 12-3(90). — С. 15-18.
19.	Evgeny A. Reshetnikov, Oksana B. Altukhova, Valentina S. Orlova, Irina V. Batlutskaya, Anna V. Elykova , Vladimir F. Kulikovsky, The relationship between placental gene polymorphisms and preeclampsia risk in Russian women // EurAsian Journal of BioSciences Eurasia J Biosci 14, 1471—1475 (2020)
20.	O. I. Minyaylo, D. I. Starikova, V. S. Orlova, I. V. Batlutskaya, O. A. Efremova, V. F. Kulikovsky The study of the associations of polymorphism of matrix metalloproteinases with multifactorial human diseases and in silico assessment of their functional effects // Eurasia J. Biosci. −2020. — Vol. 14. — Р. 1995—1998
21.	Y. N. Kurkina, N. T.Z. Kieu, I.V. Batlutskaya, K. S. Boyarshin, L. A. Tohtar Morphometrical signs of Vicia faba L. for breading. // EurAsian Journal of BioScience. 2020. 14. 1409—1413
22.	Батлуцкая И. В., Клюева В. В., Маканина О. А., Дегтярева К. А. Оценка стабильности развития популяций клопа-солдатика (Pyrrhocoris apterus L.) из биотопов с разной степенью антропогенной нагрузки // Пространственно-временные аспекты функционирования биосистем. Сборник материалов XVI Международной научной экологической конференции, посвященной памяти Александра Владимировича Присного. Отв. редактор Ю. А. Присный. 2020. С. 266—269.
23.	Сенченков В. Ю., Ляховченко Н. С., Мягков Д.А,, Сиротин А. А., Батлуцкая И. В., Староверов В. М., Соляникова И. П. Перспектива получения каротиноидов, полученных микробиологическим путем // Сборник тезисов 24 международной Пущинской школы-конференции молодых ученых «Биология — наука XXI века», Пущино, 2020, 446 стр. ISBN 978-5-91874-901-2. Стр. 234.
24.	Kurkina, Y.N., Kieu, N.T.Z., Batlutskaya, I.V., Boyarshin, K.S., Tohtar, L.A. Morphometrical signs of vicia faba l. For breading // EurAsian Journal of BioSciencesthis link is disabled, 2020, 14(1), стр. 1409—1413
25.	Minyaylo, O.I., Starikova, D.I., Orlova, V.S., Efremova, O.A., Kulikovsky, V.F. The study of the associations of polymorphism of matrix metalloproteinases with multifactorial human diseases and in silico assessment of their functional effects // EurAsian Journal of BioSciencesthis link is disabled, 2020, 14(1), стр. 1995—1998
26.	Reshetnikov, E.A., Altukhova, O.B., Orlova, V.S., Elykova, A.V., Kulikovsky, V.F. The relationship between placental gene polymorphisms and preeclampsia risk in Russian women // EurAsian Journal of BioSciencesthis link is disabled, 2020, 14(1), стр. 1471—1475
27.	Eliseeva, N., Ponomarenko, I., Reshetnikov, E., …Rudykh, N., Churnosov, M. Dataset of allele, genotype and haplotype frequencies of five polymorphisms CDKN2B-AS1 gene in Russian patients with primary open-angle glaucoma //Data in Briefthis link is disabled, 2020, 31, 105722
28.	Та Тхи Ань Ван, Клюева В. В., Батлуцкая И. В., Дегтярёва К. А. Анализ общей токсичности некоторых техногенно-нарушенных почв при помощи растительных биготестов // Innоvatiоns in life sсienсes: сборник материалов III международного симпозиума, г. Белгород, 27-28 мая 2021 г. / отв. ред. И. В. Спичак. — Белгород: ИД «БелГУ» НИУ «БелГУ», 2021. -С.83
29.	Kurkina, Y., Batlutskaya, I., Klueva, V., Degtyareva, K., Mackanina, O.Breeding of Vicia faba L. In relation to drought resistance // IOP Conference Series: Earth and Environmental Sciencethis link is disabled, 2021, 775(1), 012015.